# Lutumidomus parvus
Lutumidomus parvus is een eenoogkreeftjessoort uit de familie van de Rhynchomolgidae. De wetenschappelijke naam van de soort is voor het eerst geldig gepubliceerd in 2006 door Kim I.H..